# Centaurea khuzistanica
Centaurea khuzistanica là một loài thực vật có hoa trong họ Cúc. Loài này được Mozaff. mô tả khoa học đầu tiên năm 1992.